# Franklin (Virginia)
Franklin ist eine unabhängige Stadt in Virginia, Vereinigte Staaten. Obwohl die Stadt unabhängig ist, wird sie jedoch oft zu Southampton County gezählt. Das U.S. Census Bureau hat bei der Volkszählung 2020 eine Einwohnerzahl von 8.180 ermittelt.

## Geographie
Die Stadt hat eine Fläche von 21,8 km², davon sind 21,6 km² Land und 0,2 km² sind Wasser.

## Geschichte
Die Stadt Franklin hatte ihre Anfänge in den 1830er Jahren als Eisenbahnhaltestelle am Fluss Blackwater. Der Fluss wurde damals genutzt, um Waren vom Albemarle Sound nach North Carolina und umgedreht zu transportieren.

## Klima
Das Klima in Franklin ist geprägt von heißen und feuchten Sommern sowie milden bis kühlen Wintern. Nach dem Köppen-Klimaklassifizierungssystem hat Franklin ein feuchtes subtropisches Klima, das auf Klimakarten mit „Cfa“ abgekürzt ist.